# Universal Short Title Catalogue

L’Universal Short Title Catalogue (USTC) est une base de données en ligne qui offre des descriptions bibliographiques des éditions imprimées en Europe et aux Amériques au XVe et au XVIe siècle.
L’USTC recense plus de 355 000 éditions imprimées au cours de cette période, ce qui représente près de 1,5 million exemplaires conservés dans des bibliothèques publiques ou privées situées à travers le monde. Elle réunit notamment la majeure partie des informations recueillies lors des travaux menés pendant plus de 15 ans par des chercheurs de l'Université de St Andrews sur les imprimés français, néerlandais et espagnols. 
En s’associant aux recherches déjà accomplies pour d’autres pays tels que l’Allemagne et l’Italie, ce catalogue propose des descriptions de l'ensemble des livres imprimés au cours de la Renaissance. La base, qui est accessible gratuitement, comporte également des renvois à plusieurs dizaines de milliers d’exemplaires numérisés.